# Cucullia umbristiga
Cucullia umbristiga är en fjärilsart som beskrevs av Alphéraky 1892. Cucullia umbristiga ingår i släktet Cucullia och familjen nattflyn. Inga underarter finns listade i Catalogue of Life.